# Balun

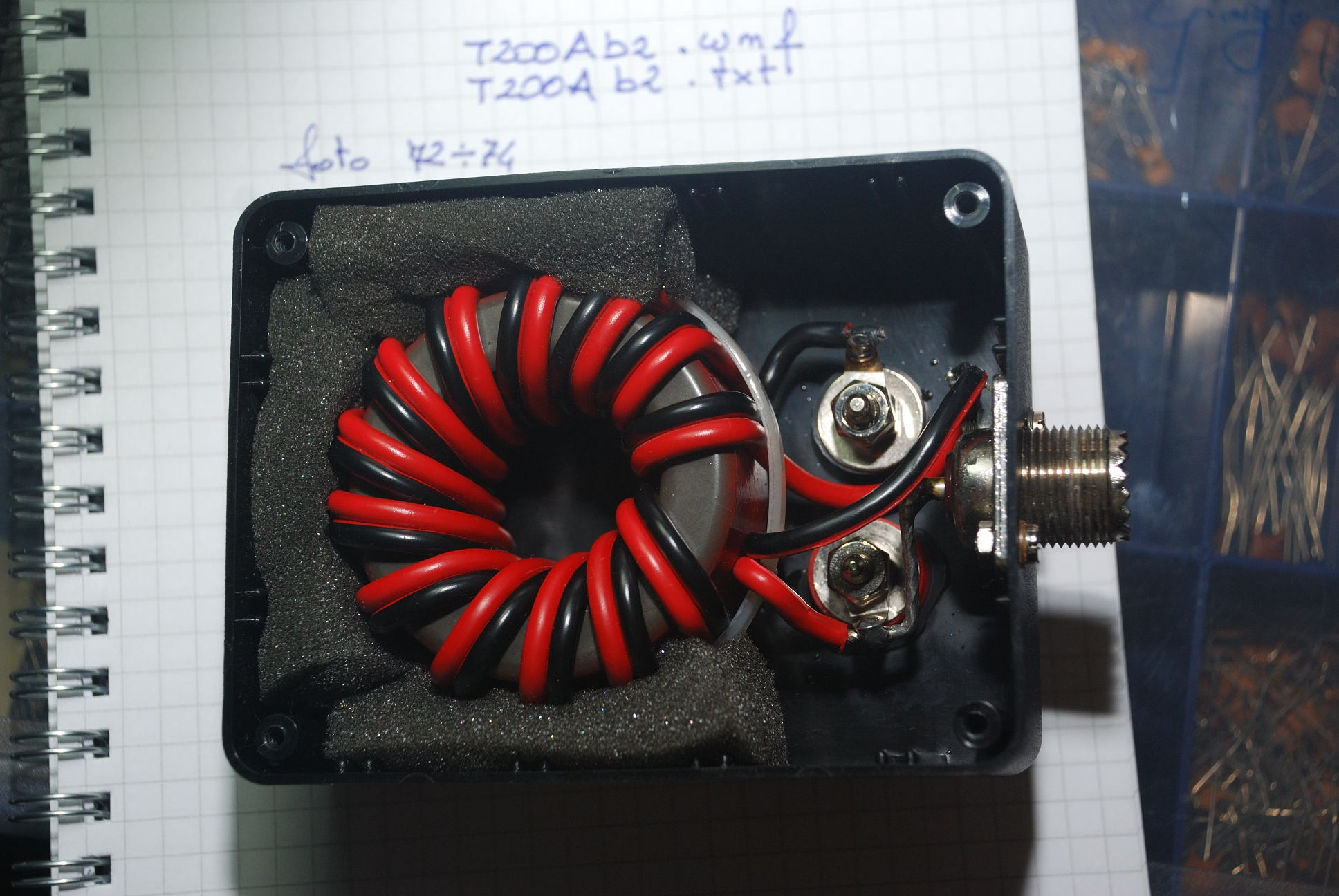
balun 4:1

In radiotecnica, il balun (balanced - unbalanced) è un dispositivo utilizzato per l'adattamento tra una linea bilanciata e una linea sbilanciata, in particolare nella costruzione di antenne filari. Spesso è anche usato per collegare linee a diversa impedenza. Questa rete a 3 porte è passiva e, se priva di perdite, è anche reciproca. Il balun può essere considerato una semplice forma di trasformatore.

## Costruzione

Autotrasformatore balun 4:1 a banda larga utilizzando due avvolgimenti su una barretta di ferrite.

È composto da una serie di spire di conduttore elettrico che, avvolte su supporti in ferrite, permettono di adattare l'impedenza dell'antenna a quella dell'apparecchio radio a essa collegato. Esternamente si presenta con un involucro di materiale plastico o metallico collegato alle due linee.
Ne esistono con diversi rapporti di adattamento:
- 1:1 presenta al connettore una linea sbilanciata, avendo in ingresso un'antenna bilanciata
- 4:1 riduce ad un quarto l'impedenza dell'antenna
- 6:1 riduce ad un sesto l'impedenza dell'antenna
- 9:1 riduce ad un nono l'impedenza dell'antenna.

Sono usati anche a frequenze superiori, nello spettro delle microonde, sia come adattatori per le antenne filari, sia come particolari divisori di potenza a sfasamento costante. Queste versioni sono realizzate in strutture guidanti (cavo coassiale) oppure su circuito stampato.